# Nauaspoortberge
Die Nauaspoortberge sind ein Gebirgskamm in Namibia und bilden die westliche Verlängerung des Grimmrücken. Die Nauaspoortberge liegen rund 25 km nordöstlich vom Rehoboth. Der höchste Gipfel liegt auf 1663 m.
Die Nauaspoortberge bilden den natürlichen Übergang zwischen Halbwüste in die Hochlandform der sudano-sambesischen Savanne. Sie fallen im Süden zum Rehobother Becken ab.
Westlich der Nauaspoortberge liegt der Billstein (1869 m).